# 弗農斯普林斯鎮區 (愛荷華州霍華德縣)
弗農斯普林斯鎮區（英語：Vernon Springs Township）是位於美國愛荷華州霍華德縣的一個行政鎮區。

## 地方資料
根據2010年美國人口普查的數據，弗農斯普林斯鎮區的面積為100.11平方千米，當中陸地面積為99.95平方千米，而水域面積為0.16平方千米。當地共有人口4540人，而人口密度為每平方千米45.35人。